# Saison 7 de Secrets d'histoire
La septième saison de Secrets d'histoire est une émission de télévision historique présentée par Stéphane Bern.
Elle est diffusée du 15 janvier au 26 décembre 2013 sur France 2.

## Principe de l’émission
Chaque numéro retrace la vie d'un grand personnage de l'Histoire et met en lumière des lieux hautement emblématiques du patrimoine.
Le reportage est constitué d'images d'archives, de reconstitutions, d'extraits de films et iconographies, ainsi que d'entretiens avec des spécialistes (historiens, écrivains, conservateurs…). Des plateaux sont également réalisés en extérieur dans différents lieux liés au sujet évoqué.

## Liste des épisodes inédits

### Molière tombe le masque!

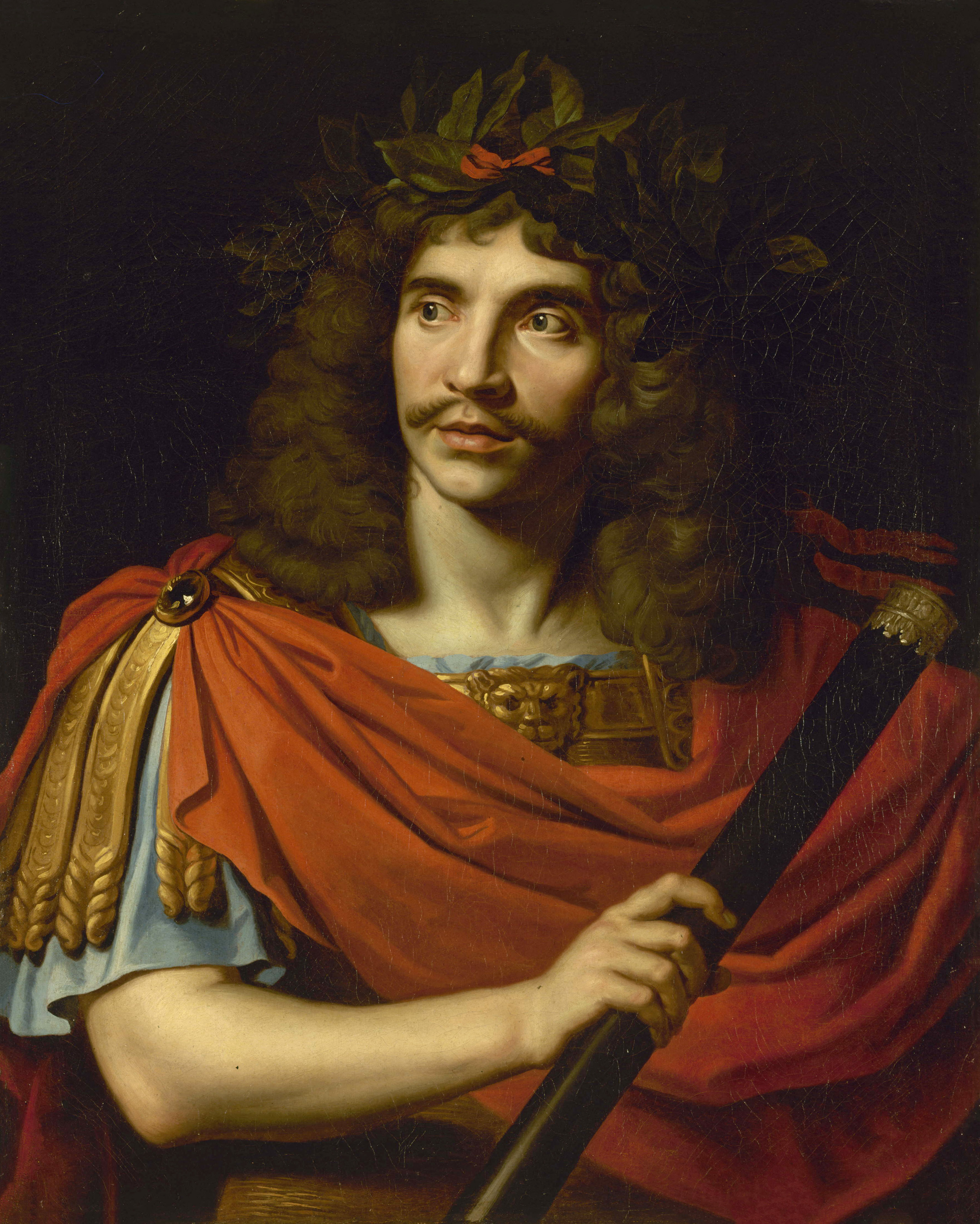
Molière dans le rôle de César dans La Mort de Pompée, portrait attribué à Nicolas Mignard (1658)

#### Description
À l'occasion de sa semaine spéciale consacrée au théâtre, la chaîne France 2 diffuse en janvier 2013 un numéro consacré à Jean-Baptiste Poquelin, dit Molière, célèbre comédien et dramaturge français,.
L’émission retrace son enfance au sein d'une famille de marchands parisiens ainsi que sa carrière au théâtre, tout en tentant de percer les secrets de sa personnalité,.

#### Première diffusion
- France : 15 janvier 2013

#### Lieux de tournage
Parmi les lieux visités par l'émission, on retrouve notamment le Château de Versailles et le Château de Chambord,.

#### Liste des principaux intervenants
- Christophe Mory - écrivain et biographe de Molière
- Georges Poisson - historien
- Georges Forestier - historien de la littérature
- Francis Perrin - comédien
- Muriel Mayette - comédienne administratrice générale de la Comédie-Française
- Fabrice Luchini - comédien
- Francis Huster - comédien
- Mathieu Da Vinha - directeur scientifique du Centre de recherche du Château de Versailles
- Philippe Tesson - journaliste
- Raphaël Masson - conservateur au Château de Versailles
- Denis Boissier - écrivain
- Jean-Jacques Lefrère - écrivaine et biographe
- Denis Podalydès - comédien et sociétaire de la Comédie-Française[5],[4]

### Juan Carlos, le roi des Espagnols

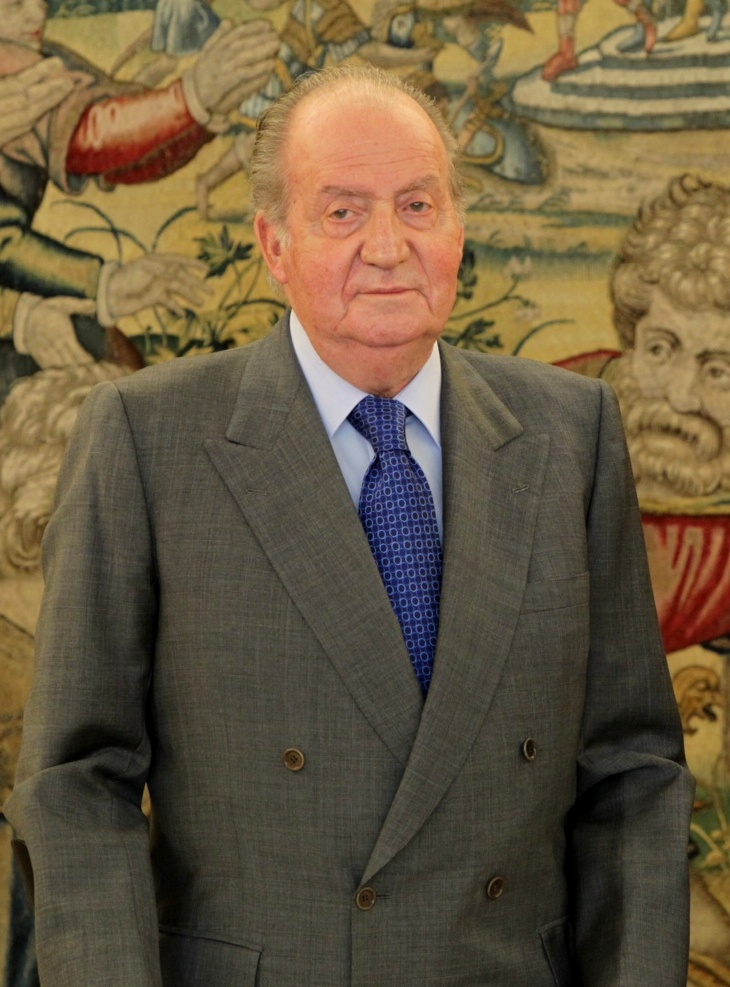
Juan Carlos Ier en 2013.

#### Description
Ce numéro brosse le portrait du roi d’Espagne Juan Carlos Ier, qui contribua à consolider la démocratie espagnole après la fin de la dictature de Franco,.
A travers le témoignage d’amis intimes du roi, de personnalités politiques et d’historiens, le reportage retrace sa vie ainsi que les principaux événements qui ont marqué son règne, notamment lorsqu’il s’opposa au coup d'État militaire de 1981.
L'émission revient enfin sur les scandales au sein de la famille royale qui ont entaché la fin de son règne.

#### Première diffusion
- France : 19 février 2013

#### Accueil critique
Le magazine Télé-Loisirs note : « Un documentaire captivant, brillamment réalisé, et agrémenté de confidences et de témoignages passionnants ».

#### Lieux de tournage
Parmi les lieux visités par l'émission, on retrouve notamment le Palais royal de Madrid ainsi que les différents palais de la monarchie espagnole,.

#### Liste des principaux intervenants
- José Luis Zapatero - ancien chef du gouvernement espagnol
- Michel de Grèce - cousin germain de la reine Sophie
- Don Josep Cusi - ami intime du roi
- Don Jaime Carvajal - ami d’enfance du roi
- Benoît Pellistrandi - historien
- Laurence Debray - écrivaine
- Isabelle Rivère - écrivain
- Philippe Nourry - historien
- Serge Raffy - journaliste
- France Roque - amie du couple royal
- Carlos Bastarreche Sagües - ambassadeur d’Espagne en France[9],[10]

### Si les murs du Vatican pouvaient parler

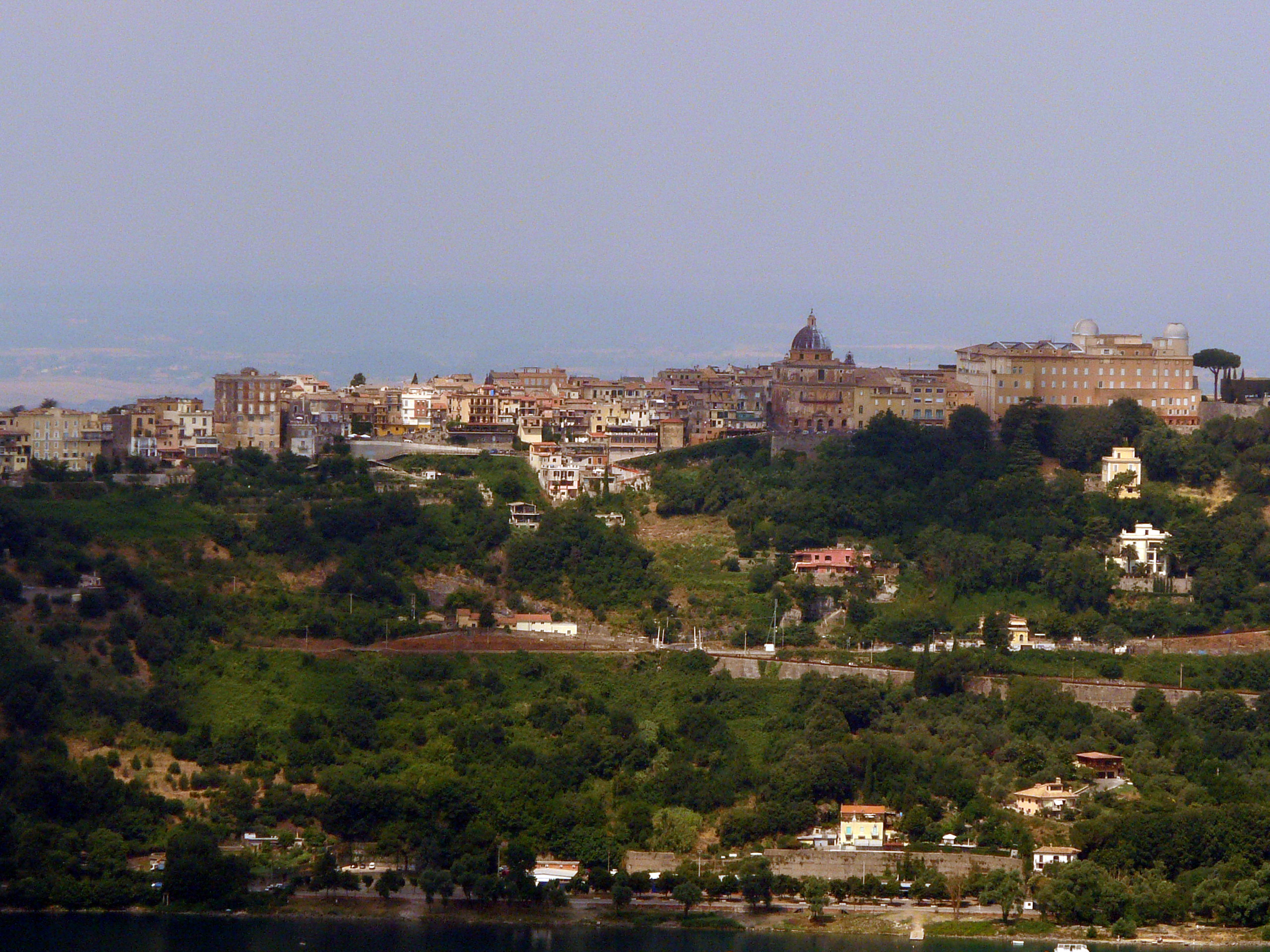
Vue panoramique du palais des papes et de Castel Gandolfo.

#### Description
Quelques jours après l’élection du pape Benoît XVI, l’émission propose un numéro consacré à l’Histoire et aux lieux emblématiques du Vatican.
Le reportage propose de découvrir les archives du Vatican, son patrimoine, sa Chapelle Sixtine, ses jardins, ses gardes suisses, sa banque, tout en racontant l’histoire de ses papes, et de leurs relations avec les artistes (Michel-Ange, Raphaël…).
L’émission montre également le pape dans sa vie quotidienne : ses repas, ses rituels, ses vêtements et son entourage.

Interviewé par le magazine Moustique à l'occasion de ce numéro, Stéphane Bern explique : 

« Nous avons décidé de proposer une histoire du Vatican, avec un axe très particulier sur les grandes familles qui ont donné des papes. On parle beaucoup des Borgia, mais il y a aussi les Colonna, les Orsini. […] Je pense que le Vatican a conscience de l’importance de rendre son histoire publique. Et Secrets d’histoire n’est pas une émission polémique, même si l’on n’occulte pas les pages sombres. »

#### Première diffusion
- France : 26 mars 2013

#### Accueil critique
Le journal Le Monde note : « Secrets d'histoire tente d'élucider les mystères du Vatican, brossant assez grossièrement l'histoire de la papauté et de ses lieux d'ancrage, ses joyaux architecturaux et picturaux, ses gigantesques archives souterraines, ses villas et ses jardins. […] L’émission se présente en une dramaturgie un peu curieuse ».
Le quotidien regrette en particulier la musique de fond, jugée « envahissante, vulgaire […] comme s'il s'agissait d'une galaxie inconnue dans un épisode de La Guerre des étoiles ».

#### Lieux de tournage
Parmi les lieux visités par l'émission, on retrouve notamment la villa Bonaparte, le Palais Colonna, le Palais des papes de Castel Gandolfo,.

#### Liste des principaux intervenants
- Franck Ferrand - historien
- Hélène Carrère d'Encausse - historienne
- Régis Burnet - historien
- Père Alain de La Morandais
- Bernard Lecomte - écrivain, spécialiste du Vatican
- Baudouin Bollaert - écrivain, spécialiste du Vatican
- Caroline Pigozzi - écrivaine, spécialiste du vatican
- Hervé Yannou - historien
- Dominique Chivot - écrivain, spécialiste du vatican
- Vincent Delieuvin - conservateur au Musée du Louvre
- Costantino d'Orazio - historien de l'art
- Paul Van den Heuvel - écrivain
- Francesco Margiotta Broglio - politologue[14],[15]

### Le mystère Picasso

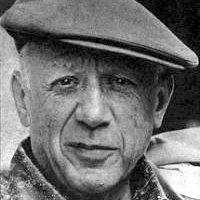
Pablo Picasso en 1962.

#### Description
À l'occasion du 40e anniversaire de sa mort, ce numéro brosse le portrait de Pablo Picasso, célèbre peintre, dessinateur et sculpteur espagnol, qui passa l'essentiel de sa vie en France.
Au travers de différents témoignages d’historiens, de biographes, de membres de sa famille ou de proches qui l’ont côtoyé, l’émission retrace la vie tumultueuse du peintre, tout en faisant visiter les différentes demeures qui ont abrité l'artiste ainsi que la création de ses œuvres.

#### Première diffusion
- France : 9 avril 2013

#### Accueil critique
Le magazine Télé-Loisirs note : « Une superbe évocation de la vie de cet ouragan de créativité qui a consacré sa vie à l'art et à la passion amoureuse ».

#### Lieux de tournage
Parmi les lieux visités par l'émission, on retrouve le Château Grimaldi à Antibes, le Mas Notre-Dame-de-Vie de Mougins, la fabrique de céramique de Vallauris, l'Atelier des Grands-Augustins à Paris, où le peintre a composé son tableau Guernica, ainsi que le Musée national centre d'art Reina Sofía à Madrid,.

#### Liste des principaux intervenants
- Jean-Louis Andral - Conservateur du Musée Picasso d'Antibes
- Nicole Avril - Romancière et biographe
- Maya Widmaier-Picasso - fille du peintre
- Françoise Gilot - artiste peintre, compagne de Picasso
- Olivier Widmaier-Picasso - petit-fils du peintre et biographe
- John Richardson - biographe et ami du peintre
- Anne Baldassari – biographe, présidente du Musée National Picasso de Paris
- Roland Dumas - avocat et homme politique
- Glenn Lowry - directeur du Museum of Modern Art de New-York
- Marie-Laure Bernadac – biographe et conservatrice du musée du Louvre
- Brigitte Leal – biographe et conservatrice au Centre Pompidou[20],[19]

### Un homme nommé Jésus

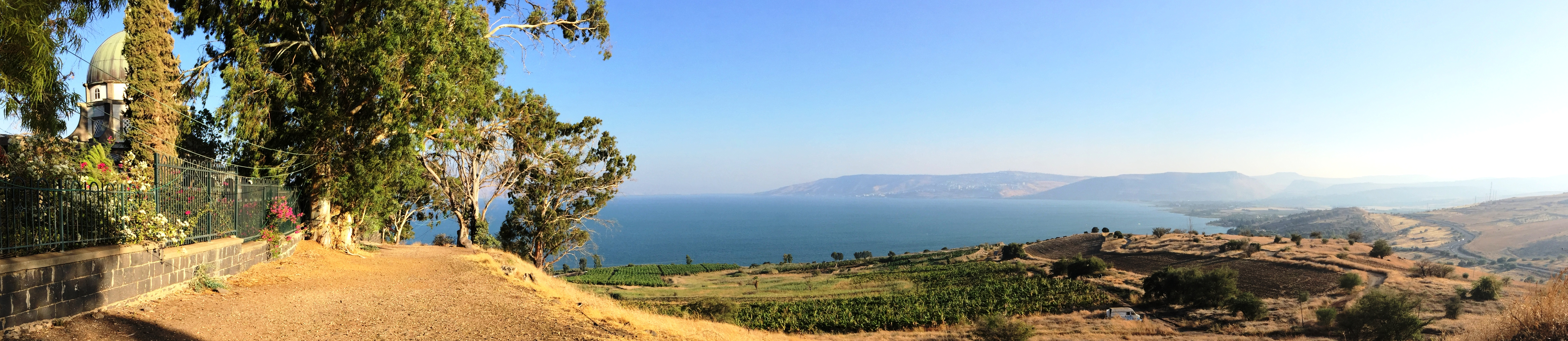
Le lac de Tibériade vu du mont des Béatitudes.

#### Description
Ce numéro retrace le destin de Jésus de Nazareth de sa naissance jusqu'à sa crucifixion.
Le reportage tente de décrypter la vie terrestre de Jésus au travers du prisme de l’Histoire, ainsi que les mystères qui entourent encore sa vie et son culte. Au travers de différents témoignages d’historiens et d'archéologues, l’émission montre ainsi une personnalité « inspirée mais tourmentée, compatissante et scandaleuse, coléreuse et tendre ».

#### Première diffusion
- France : 7 mai 2013

#### Accueil critique
Le magazine Télé-Loisirs note : « Cette évocation de la vie de Jésus, bien illustrée, fourmille d'informations et de reconstitutions soignées ».

#### Lieux de tournage
Parmi les lieux visités par l'émission, on retrouve notamment le Lac de Tibériade, le Désert de Judée et les rives de la Mer Morte,.

#### Liste des principaux intervenants
- Jean-Christian Petitfils - Historien
- Raphaël Draï - Professeur de sciences politiques
- Daniel Marguerat - Théologien
- Henry de Villefranche - Bibliste
- Didier Long - Historien du judéo christianisme
- Cardinal André Vingt-Trois - Archevêque de Paris
- Régis Burnet - Professeur d’exégèse du Nouveau Testament
- Michel Benoit - Spécialiste des origines du christianisme
- Armand Abecassis - Philosophe
- Marc-Alain Ouaknin - Rabbin et philosophe
- Michel Quesnel - Théologien. Ancien recteur de l’Université Catholique de Lyon[23],[24]

### 14 juillet 1789, le matin du grand soir

La Prise de la Bastille, par Jean-Pierre Houël (1789).

#### Description
Ce numéro retrace le déroulement de la Prise de la Bastille le 14 juillet 1789, événement marquant de la Révolution Française,.
L’émission revient, heure par heure, sur ce jour qui marqua l'histoire de France, ainsi que sur les lieux mêmes où se sont déroulés les événements des 12, 13 et 14 juillet,.

#### Première diffusion
- France : 14 juillet 2013

#### Lieux de tournage
Parmi les lieux visités par l'émission, on retrouve notamment le Jardin du Palais-Royal, où Camille Desmoulins harangue les parisiens, le Jardin des Tuileries, où un incident met le feu aux poudres, l'Hôtel des Invalides, le Musée Carnavalet à Paris, ou encore le Château de Versailles,.

#### Liste des principaux intervenants
- Jean Tulard - membre de l’Institut d'Étude Politique de Paris
- Claude Quétel - historien
- Patrice Gueniffey - historien
- Jean-Christian Petitfils - historien
- Évelyne Lever - historien
- Éric Hazan - écrivain
- Gérard Bonn - historien
- Charles Zorgbibe - historien
- Michel de Decker - écrivain[27],[28]

### Sarah Bernhardt, sa vie, ses folies

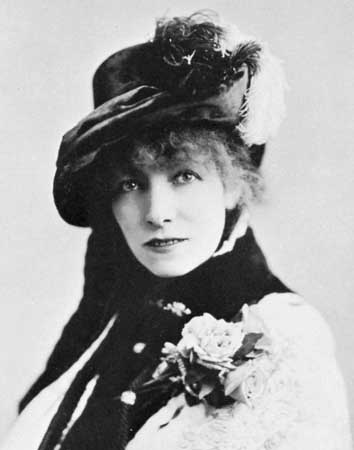
Sarah Bernhardt vers 1880, cliché de Napoléon Sarony.

#### Description
Ce numéro retrace le destin de l’actrice française Sarah Bernhardt, égérie du début du XXe siècle et véritable star de son temps,.
L’émission retrace sa vie, ses scandales et extravagances, sa carrière d’actrice durant laquelle elle traverse les continents avec sa troupe, ou encore son abnégation à réconforter les poilus sur les champs de bataille. Le reportage brosse le portrait d’une femme de caractère, à la volonté de fer, et patriote acharnée, jouant exclusivement en français,.

#### Première diffusion
- France : 6 août 2013

#### Accueil critique
Le magazine Télé-Loisirs note : « Bien que légèrement hagiographique, le document reste vivant et permet de (re)découvrir cet incroyable destin ».

#### Lieux de tournage
Parmi les lieux visités par l'émission, on retrouve notamment le Petit Palais et le musée Galliera à Paris, ou l'île de Belle-Île-en-Mer au sud de la Bretagne,.

#### Liste des principaux intervenants
- Anne Martin-Fugier - historienne
- Éric-Emmanuel Schmitt - Dramaturge et romancier
- Claudette Joannis - biographe et conservateur en chef du patrimoine
- Théodora Mytakis - comédienne
- Jacques Lorcey - comédien et biographe
- Sophie-Aude Picon - comédienne et biographe
- Henry Gidel - biographe
- Michel de Decker - écrivain
- Christophe Leribault - directeur du Petit Palais
- Catherine Guigon - journaliste et écrivaine
- Anne Zazzo - conservateur en chef du patrimoine du musée Galliera
- Laurent Mannoni - conservateur de la cinémathèque française[32],[33]

### Le cardinal de Richelieu: le ciel peut attendre

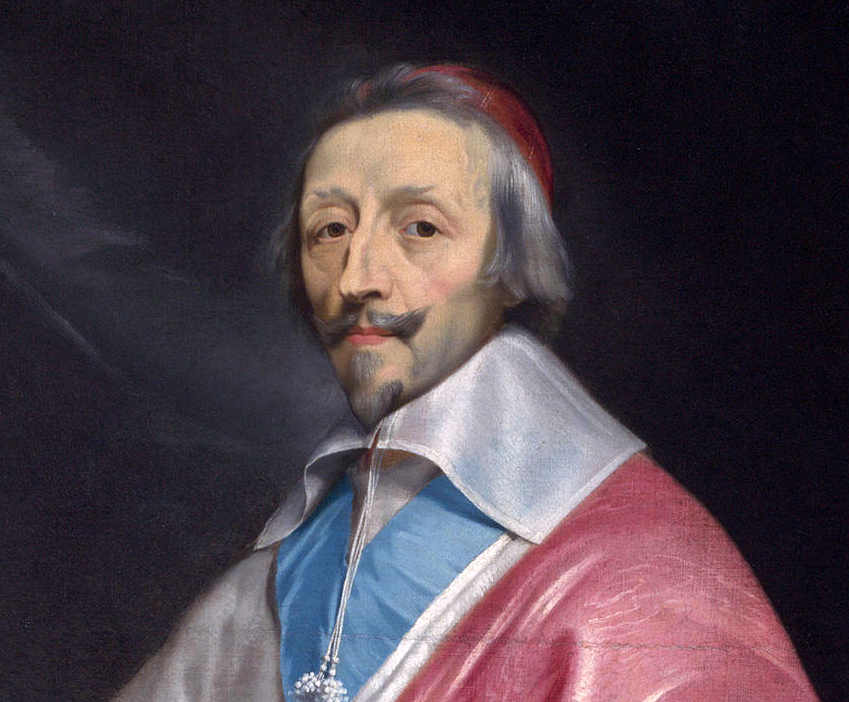
Richelieu, par Philippe de Champaigne.

#### Description
Ce numéro retrace la vie d’Armand Jean du Plessis de Richelieu, ministre du roi Louis XIII et l'un des fondateurs de l'État moderne en France,.
De la Touraine, où il grandit, aux rives du Québec, qu'il colonise, l’émission s’intéresse à son héritage politique et culturel pour l’Histoire de France (l’Académie française, le palais du Luxembourg etc…). Le reportage propose par exemple une reconstitution en images de synthèse du château qu'il fit construire dans la ville de Richelieu, et qui servit de modèle à Versailles.
L'émission tente enfin de décrypter sa personnalité, brossant le portrait d’un homme d'église convaincu et fin stratège, hanté par l'idée de la mort et de la disgrâce,.

#### Diffusions
- France : 13 août 2013
- France : 18 mai 2020 (rediffusion)[37]

#### Accueil critique
L’hebdomadaire La Vie note : « Le documentaire détricote avec intelligence la vie tumultueuse et romanesque de ce politicien hors pair. Agrémenté de nombreux extraits de films de cape et d'épée, ainsi que de reconstitutions grandioses, il fait goûter quelque chose de l'atmosphère du Grand Siècle. Un vrai délice… presque trop court ! ».
De son côté, le magazine Télé-Loisirs note : « Peu de révélations, mais cette biographie fluide et accessible se suit avec plaisir. Peut-être un peu long ».

#### Lieux de tournage
Parmi les lieux visités par l'émission, on retrouve notamment la ville de Richelieu en Indre-et-Loire, le Château de Blois, le Château de Brissac et la Chapelle de la Sorbonne,.

#### Liste des principaux intervenants
- Jean-Christian Petitfils - historien
- Michel Carmona - historien
- Françoise Hildesheimer - historienne
- Michel de Decker - historien
- Arnaud Teyssier - historien
- Jean-Michel Riou - romancier historique
- Françoise Hamel - romancière
- Frédéric Didier - architecte en chef de Versailles[42],[43]

### Mozart: la liberté ou la mort!

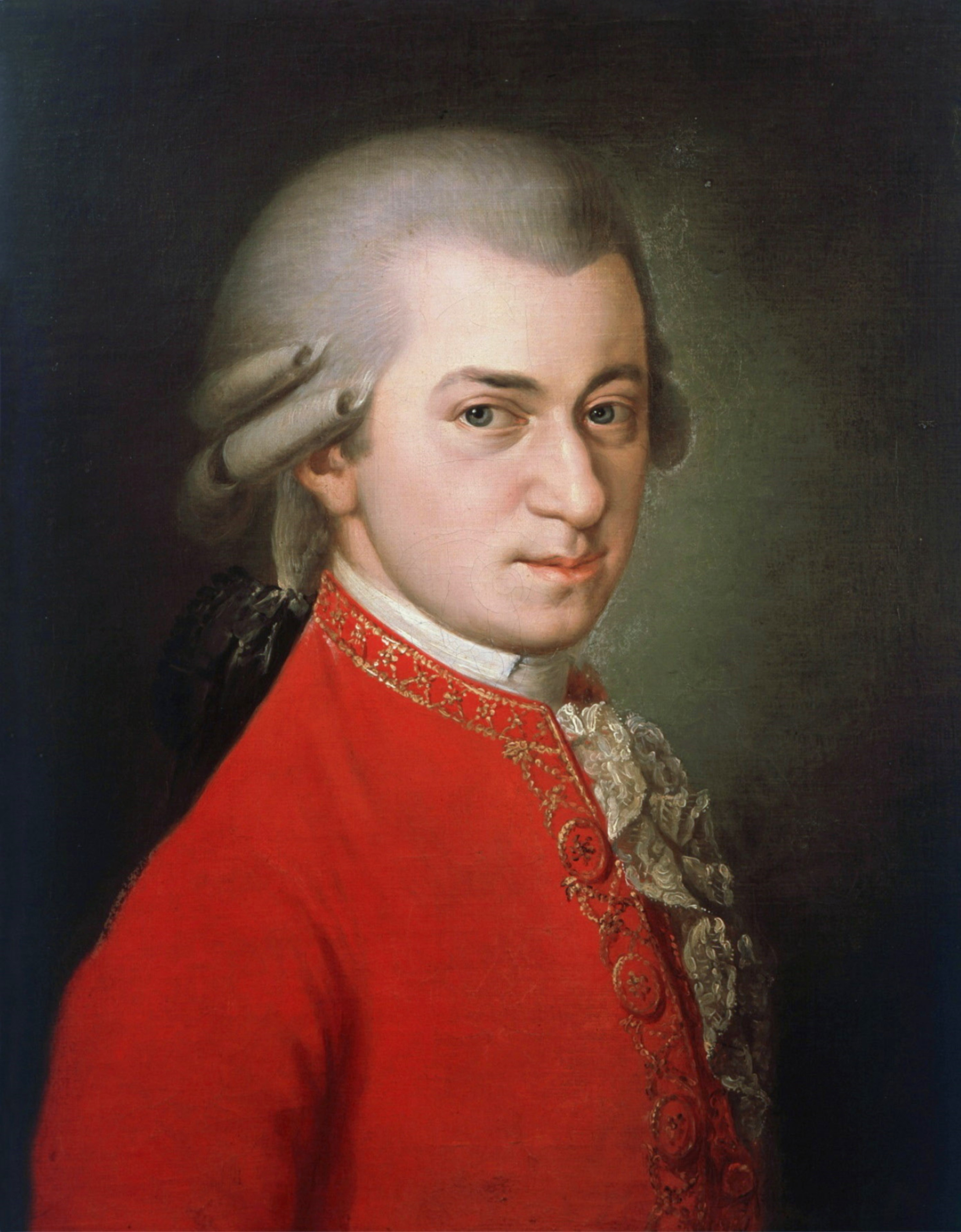
Portrait posthume de Mozart
peint par Barbara Krafft en 1819.

#### Description
Ce numéro retrace le destin de Wolfgang Amadeus Mozart, célèbre compositeur classique autrichien dont l’œuvre embrasse tous les genres musicaux de son époque,.
L’émission brosse le portrait du compositeur : son enfance aux côtés de son père musicien, son caractère fantasque, sa faculté à déchiffrer très jeune des partitions, la tournée que sa famille réalise dans les différentes cours d'Europe (Schönbrunn, Versailles, Londres, Rome), son refus de se plier aux exigences de cour ainsi que ses nombreuses conquêtes amoureuses,.
Le reportage tente également de comprendre comment l'artiste est mort prématurément à 35 ans, en se penchant notamment sur le rôle du compositeur italien Salieri, son rival, qui est soupçonné de l'avoir empoisonné.

#### Diffusions
- France : 20 août 2013
- France : 23 novembre 2020 (rediffusion)[46]

#### Accueil critique
L’hebdomadaire La Vie note : « L'ensemble propose un portrait fort bien documenté, nourri d'interventions de Stéphane Bern, d'historiens, mais également de musiciens qui insistent tous sur la complexité de ses œuvres. Mais, surtout, il y a la musique de Mozart, enlevée, guillerette, puissante, comme un hymne à la vie qui réjouira aussi bien les amateurs que ceux qui s'y connaissent moins ».
De son côté, le journal Le Parisien note : « Emmené par la bonne humeur et la passion de l’animateur (Stéphane Bern), ce documentaire tente de répondre à une question primordiale : comment l’œuvre de l’extraordinaire est-elle devenue universelle ? […] Des déambulations dans les rues de Salzbourg, sa ville natale, jusqu’aux châteaux de l’Europe du XVIIIe siècle, cette plongée dans le destin du fantasque génie est une bulle de bonne humeur ».

#### Lieux de tournage
Parmi les lieux visités par l'émission on retrouve la Cathédrale Saint-Rupert de Salzbourg où Mozart a été baptisé et où il a travaillé en tant qu'organiste, le Château de Schönbrunn, le Château de Versailles, le Palais Galliera ou la Bibliothèque nationale autrichienne,.

#### Liste des principaux intervenants
- Michèle Lhopiteau-Dorfeuille - biographe
- Ève Ruggieri - biographe
- André Tubeuf - biographe
- Isabelle Duquesnoy - biographe
- Geneviève Geffray - ancienne conservatrice de la fondation Mozarteum de Salzbourg
- Raphaël Masson - conservateur du château de Versailles
- Frédéric Lodéon - musicien
- Ulrich Leisinger - Directeur de recherche à la fondation Mozarteum Salzbourg
- Pierre Mollier - historien
- Patricia Petibon - artiste lyrique
- Pascal Gorguet Ballesteros - conservateur en chef au musée Galliera
- Roger Dachez - historien de la Franc-maçonnerie
- Élisabeth Belmas - historienne[48],[49]

### La reine Amélie, une Française au Portugal!

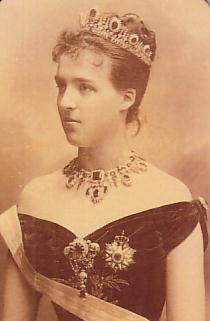
Amélie d'Orléans, entre 1886 et 1888.

#### Description
Ce numéro retrace le destin d’Amélie d'Orléans, princesse d'Orléans et reine consort de Portugal,.
L’émission retrace les grandes étapes de sa vie : son enfance en Angleterre, son mariage avec le duc de Bragance Dom Carlos, héritier du trône de Portugal, son engagement auprès des plus démunis, l’assassinat de son mari et de son fils en 1908, tout en s’intéressant à sa vie privée et notamment sa collection de somptueux carrosses,.

#### Première diffusion
- France : 27 août 2013

#### Accueil critique
Le journal Le Monde note : « Au plaisir de la découverte de cette femme dont la vie fut placée sous le signe de l'exil s'ajoute celui de pénétrer au cœur des plus beaux joyaux du patrimoine architectural portugais. A commencer par le très romantique palais national de Pena ».
De son côté, le magazine Télé-Loisirs note : « Une évocation richement documentée de la vie de cette princesse attentionnée qui a connu un destin cruel ».

#### Lieux de tournage
Parmi les lieux visités par l'émission, on retrouve notamment les palais portugais de Pena, Ajuda, Queluz et de la Vila Viçosa, ainsi que le domaine royal de Randan, l'Hôtel de Matignon à Paris et le Château d'Eu,.

#### Liste des principaux intervenants
- Éric Mension-Rigau - historien
- Laurence Catinot-Crost - biographe
- Pierre Léglise-Costa - historien
- Yves Léonard - historien
- Georges Poisson - historien
- Xavier Dufestel - spécialiste de la famille d'Orléans
- José-Alberto Ribeiro - historien
- Nuno Severiano Teixeira - universitaire et homme politique portugais
- Antonio Costa Pinto - historien[54],[55]

### Moi, Charles Quint, maître du monde

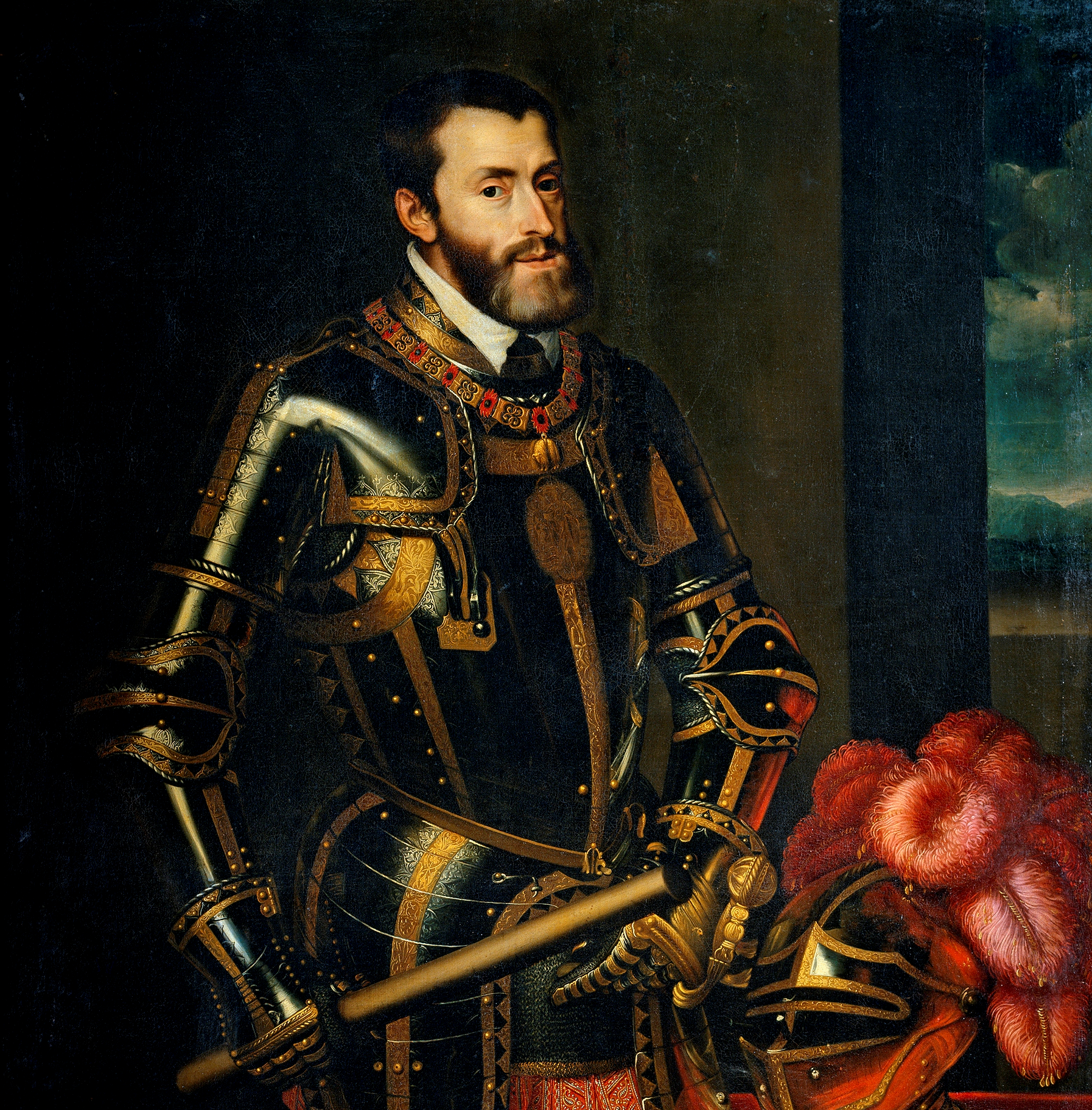
Portrait de Charles Quint par
Juan Pantoja de la Cruz (d'après Le Titien).

#### Description
Ce numéro retrace le destin de Charles Quint, empereur du Saint-Empire, considéré comme le monarque le plus puissant de la première moitié du XVIe siècle,.
Du palais de l'Alhambra au monastère de l'Escorial, l’émission retrace les grandes étapes de la vie : son combat pour maintenir l'unité chrétienne de son empire face au protestantisme, les guerres contre ses principaux adversaires (François Ier et Soliman le magnifique), son abdication et enfin ses dernières années au monastère à Yuste, en Espagne,.

#### Première diffusion
- France : 3 septembre 2013

#### Accueil critique
Le magazine Télé-Loisirs note : « Un portrait vivant et plutôt instructif, qui passe toutefois un peu vite sur certains points importants ».

#### Lieux de tournage
Parmi les lieux visités par l'émission, on retrouve notamment le palais de l'Alhambra à Grenade et le monastère de l'Escurial où sont inhumés les rois d'Espagne,.

#### Liste des principaux intervenants
- Araceli Guillaume-Alonso - professeur à Paris-Sorbonne
- Jean-Michel Sallmann - professeur à Paris X-Nanterre
- Michèle Escamilla - historienne
- Grégoire Salinéro - professeur à Paris-Sorbonne
- Louise Bénat-Tachot - historienne
- Amélie de Bourbon-Parme - écrivain
- Jean-Claude Carrière - écrivain et scénariste
- Almudena de Arteaga - historienne et écrivain
- Juan Antonio Vilar Sánchez - historien
- Gérald Chaix - historien[60],[61]

### Gatsby et les Magnifiques

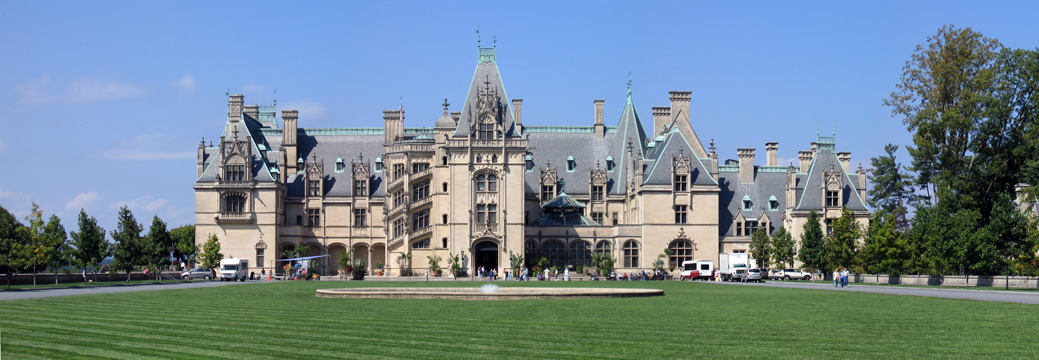
Le domaine Biltmore vu depuis les jardins.

#### Description
Ce numéro retrace la vie des grands magnats de l'Amérique : John Davison Rockefeller, John Jacob Astor IV, John Pierpont Morgan, William Henry Vanderbilt et Andrew Carnegie, qui ont inspiré le personnage de Gatsby le Magnifique à l'écrivain Francis Scott Fitzgerald.
L’émission raconte comme ces personnages ont réussi à devenir les rois de l'acier, du chemin de fer, du pétrole ou de l'électricité, et ont fondé des empires industriels.
Le reportage brosse ainsi le portrait d’hommes passionnés, excentriques, égocentriques et souvent peu scrupuleux mais également philanthropes, mécènes et collectionneurs,.

#### Première diffusion
- France : 1er octobre 2013

#### Accueil critique
Le magazine Télé-Loisirs note : « La glorieuse destinée des tycoons de l'âge d'or américain est commentée par des intervenants de qualité. On regrette juste le ton grandiloquent ».

#### Lieux de tournage
Parmi les lieux visités par l'émission, on retrouve notamment le Domaine Biltmore, le château de Skibo, l'Hôtel St. Regis et le Metropolitan Museum of Art de New York,.

#### Liste des principaux intervenants
- Karl Lagerfeld - couturier
- Anne-Elisabeth Moutet - journaliste
- Isabelle Rivère - écrivain
- Olivier Lebleu - écrivain
- André Kaspi - historien
- François Durpaire - historien
- Éric Mension-Rigau - historien
- Pierre-André Hélène - historien et conservateur
- Alexis Gregory - écrivain
- Sylvia Kahan - biographe
- Peter Johnson - historien de la famille Rockfeller[67],[66]

### Frédéric II: le roi de Prusse est un peu baroque

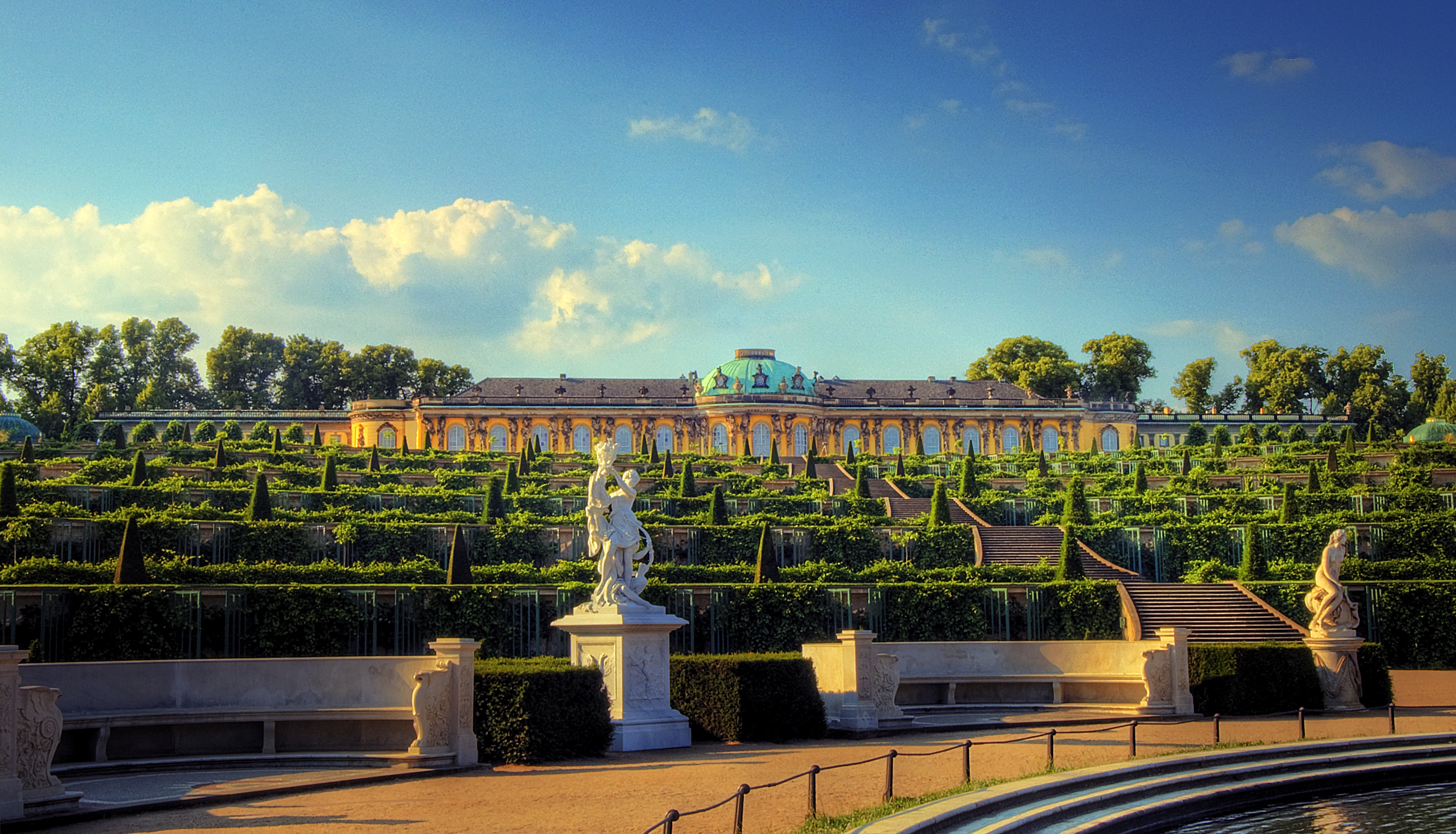
Vue du Palais de Sanssouci.

#### Description
Ce numéro retrace la vie du roi de Prusse Frédéric II, surnommé affectueusement « le vieux Fritz », despote éclairé du siècle des Lumières.
L’émission brosse le portrait d’un conquérant assoiffé de victoires, mais également philosophe, esthète passionné et amoureux de la langue française.
Le reportage revient également sur ses passions littéraires, la musique et la philosophie, et sur son amitié profonde avec Voltaire, avec qui il échange pas moins de 800 lettres,.

#### Première diffusion
- France : 5 novembre 2013

#### Accueil critique
Le magazine Télé-Loisirs note : « Un numéro passionnant sur la vie du monarque philosophe, grâce à des témoignages enrichissants et ingénieusement ordonnés ».

#### Lieux de tournage
Parmi les lieux visités par l'émission, on retrouve notamment les châteaux de Sanssouci à Potsdam, de Charlottenbourg à Berlin et de Versailles,.

#### Liste des principaux intervenants
- Jean-Paul Bled - historien et biographe
- Michel Kerautret - historien
- Luc Ferry - philosophe
- Élisabeth Badinter - philosophe et essayiste
- Évelyne Lever - historienne
- Jean-Christian Petitfils - historien
- Françoise Hamel - écrivain
- Étienne François - historien
- Dr Jûrgen Luh - historien et biographe
- Gûnther Lottes - historien
- Alexandre Maral - historien et conservateur au château de Versailles
- Alfred Hageman - historien[72],[73]

### Georges Clemenceau: un Tigre au grand cœur

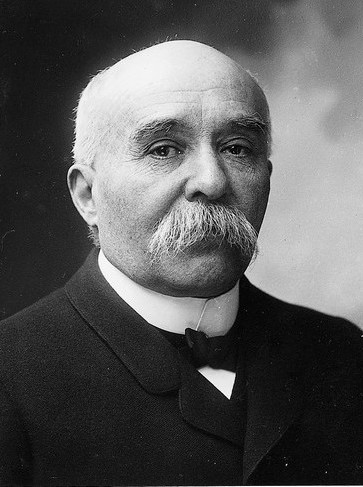
Georges Clemenceau en 1904.

#### Description
Ce numéro retrace la vie de Georges Clemenceau, homme d'État français, surnommé « le Tigre », et figure marquante de la Première Guerre mondiale.
Tout en visitant les hauts lieux de la Troisième République, le reportage brosse le portrait d’un homme passionné, anticlérical assumé et adversaire de la colonisation, mais également grand défenseur de la culture.
Pour l'occasion, l'émission a également fait reconstituer le bureau du « Père la victoire » à l'hôtel de Brienne.

#### Première diffusion
- France : 3 décembre 2013

#### Lieux de tournage
Parmi les lieux visités par l'émission, on retrouve notamment l'Hôtel de Brienne, la Maison de Georges Clemenceau à Saint-Vincent-sur-Jard, le domaine familial de l'Aubrée en Vendée, l'hôtel Bourbon et l'Hôtel de Lassay à Paris,.

#### Liste des principaux intervenants
- Jean-Noël Jeanneney - biographe et historien
- Michel De Decker - historien
- Jean Artarit - biographe[78]
- Christophe Soulard - biographe
- Alexandre Duval Stalla - biographe
- Pierre-André Hélène - historien d'art
- Gérard Minard - biographe
- Michel Winock - historien
- Bruno Fuligni - historien
- François Guillet - historien
- Vincent Duclert - historien
- Pierre Stutin - historien
- Jean Garrigues - historien[76]

### Gayatri Devi: une princesse au pays des Maharajas

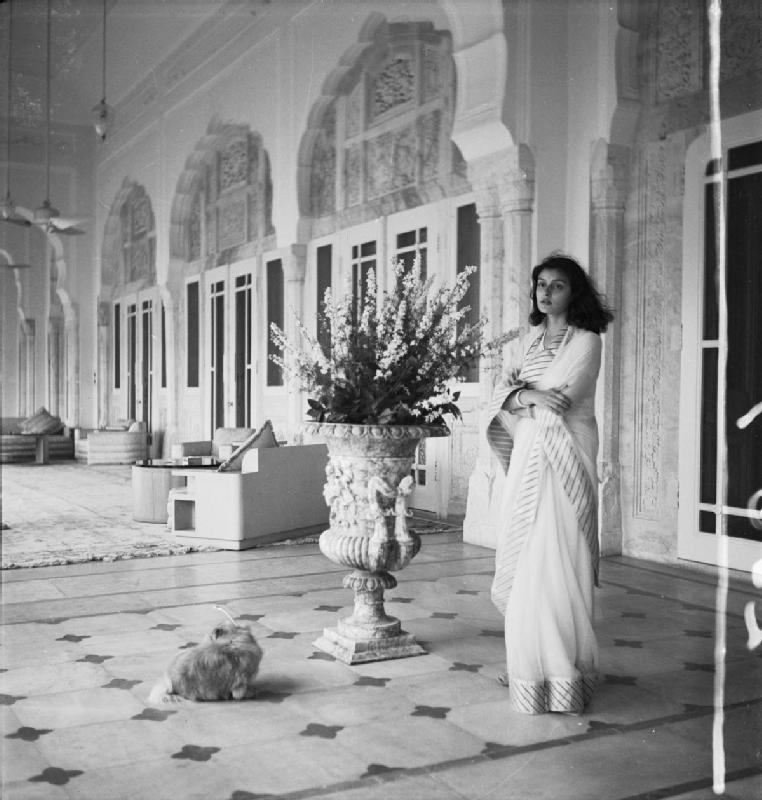
Gayatri Devi photographiée dans les années 1940 par Cecil Beaton.

#### Description
Ce numéro retrace la vie de la princesse Gayatri Devi, icône de la mode et considérée comme l’une des plus belles femmes du monde par le magazine Vogue.
L’émission revient sur les grandes étapes de sa vie : son enfance au sein de la famille royale du Bengale, son mariage avec le maharadjah Sawai Man Singh, ses rencontres avec de nombreuses personnalités, de Jackie Kennedy à Elizabeth, mais également son combat pour l'émancipation des hindoues et son soutien à la création de nombreuses écoles.

#### Première diffusion
- France : 26 décembre 2013

#### Lieux de tournage
Parmi les lieux visités par l'émission, on retrouve les principaux palais du Rajasthan : le Fort d'Amber, le City Palace, le Rambagh Palace ou encore le Palais des vents,.

#### Liste des principaux intervenants
- Isabelle Rivere - journaliste
- Lucy Moore - historienne
- Jérôme Neutres - auteur
- Dharmendar Kanwar - biographe
- Jean-Claude Carrière - auteur
- Françoise Levie - journaliste
- Aurélie Samuel - directrice des collections textiles du Musée Guimet
- Rajendra Singh Khangarot - historien
- Philippe Chassaigne - historien
- Shrabani Basu - historienne
- Max Claudet - directeur d'action culturelle à l'ambassade de France en Inde
- Balveer Arora - professeur de science politique
- Professeur Bhawani Singh - conseiller politique de Gayatri Devi[81],[82]

## Diffusion
L'émission est diffusée en prime-time sur France 2, du 15 janvier 2013 au 26 décembre 2013.
Chaque numéro dure entre 1 heure 30 et 2 heures, à l'exception du numéro consacré au 14 juillet 1789 qui dure environ 45 minutes et de celui consacré à Sarah Bernhardt qui dure environ 1 heure.

## Audiences
En termes d'audiences, le numéro consacré à Jésus de Nazareth permet à l'émission d'obtenir son meilleur score de la saison (4,85 millions de téléspectateurs).
| Rang | Première diffusion | Titre                                              | Description | Nombre de téléspectateurs | Part d'audience |
| ---- | ------------------ | -------------------------------------------------- | --- | ------------------------- | --------------- |
| 1    | 15 janvier 2013    | Molière tombe le masque !                          | Portrait de Jean-Baptiste Poquelin, dit Molière, à l'occasion du 391e anniversaire de sa naissance.                                                                                      | 3 374 000                 | 11.9%           |
| 2    | 19 février 2013    | Juan Carlos, le roi des Espagnols                  | Portrait du roi d'Espagne, Juan Carlos Ier. | 3 676 000                 | 14,1%           |
| 3    | 26 mars 2013       | Si les murs du Vatican pouvaient parler            | Portrait du Vatican. | 4 539 000                 | 16,1%           |
| 4    | 9 avril 2013       | Le mystère Picasso                                 | Portrait de Picasso, à l'occasion du 40e anniversaire de sa disparition | 2 499 000                 | 9,5%            |
| 5    | 7 mai 2013         | Un homme nommé Jésus                               | Portrait de Jésus de Nazareth. | 4 856 000                 | 19,8%           |
| 6    | 14 juillet 2013    | 14 juillet 1789, le matin du grand soir            | Retour sur le jour de la prise de la Bastille. | 3 676 000                 | 19,1%           |
| 7    | 6 août 2013        | Sarah Bernhardt, sa vie, ses folies                | Portrait de Sarah Bernhardt. | 2 529 000                 | 12,5%           |
| 8    | 13 août 2013       | Le cardinal de Richelieu : le ciel peut attendre   | Portrait de Richelieu le cardinal bâtisseur. | 3 550 000                 | 18,1%           |
| 9    | 20 août 2013       | Mozart : la liberté ou la mort !                   | Portrait de Wolfgang Amadeus Mozart. | 3 385 000                 | 16,5%           |
| 10   | 27 août 2013       | La reine Amélie, une Française au Portugal !       | Portrait d'Amélie, reine du Portugal. | 3 470 000                 | 14,8%           |
| 11   | 3 septembre 2013   | Moi, Charles Quint, maître du monde                | Portrait de Charles Quint. | 3 510 000                 | 14%             |
| 12   | 1er octobre 2013   | Gatsby et les Magnifiques                          | Portraits des milliardaires américains depuis la guerre de Sécession : John Davison Rockefeller, John Jacob Astor IV, John Pierpont Morgan, William Henry Vanderbilt et Andrew Carnegie. | 2 809 000                 | 10,9%           |
| 13   | 5 novembre 2013    | Frédéric II : le roi de Prusse est un peu baroque  | Portrait de Frédéric II de Prusse. | 2 743 000                 | 9,8%            |
| 14   | 3 décembre 2013    | Georges Clemenceau : un Tigre au grand cœur        | Portrait de Georges Clemenceau. | 3 600 000                 | 14%             |
| 15   | 26 décembre 2013   | Gayatri Devi : une princesse au pays des Maharajas | Portrait de Gayatri Devi. | 3 134 000                 | 12,6%           |

Légende :
- Meilleurs scores de la saison.
- Moins bons scores de la saison.